# Иван Атанасов (писател)
Вижте пояснителната страница за други личности с името Иван Атанасов.
Иван Атанасов е български писател, преводач и редактор. Живее и работи в гр. Пловдив, България. Пише в жанровете хорър, психотрилър, фантастика и фентъзи.

## Биография
Роден е през 1979 година в Силистра. Завършва английска филология в пловдивския университет „Паисий Хилендарски“ и работи като преводач, рецензент, рекламист, коректор и редактор за различни издателства, както и като копирайтър и писател на свободна практика. През периода 2015 – 2017 г. е отговорен редактор в издателство „Колибри“, а после заема същия пост в издателство „Изток-Запад“.
Превел е множество романи, сборници, комикси, енциклопедии и публицистични книги от автори като Кен Фолет, Дейвид Морел, Елъри Куин, Ридли Пиърсън, Даниъл Силва, Стивън Кинг и Клайв Баркър. През 2002 г. е номиниран за наградата „Пловдив“ за художествения превод на сборника с разкази „Черна вечер“ от Дейвид Морел (Хермес, 2001). През 2007 г. е номиниран за наградата „Кръстан Дянков“ за художествения превод на романа „Принцът на огъня“ от Даниъл Силва (Хермес, 2007). През 2010 г. е номиниран отново за наградата „Пловдив“, този път за художествения превод на „Последната лекция“ от Ранди Пауш (Хермес, 2009). През 2012 г. печели наградата на блогърското жури на „Книга за теб“ за художествения превод на сборника „Кървави книги“ от Клайв Баркър (Колибри, 2012). През 2017 г. е номиниран за наградата „Еврокон“ в категорията „Най-добър преводач“, а през 2018 г. е обявен за „Преводач на годината“ от Националния клуб за фентъзи и хорър.
Като белетрист има публикации:
- във вестниците „Марица“, „Глас“ и „Вести“
- в списанията „Зона F“, „Дракус“ и „Факел“
- в антологиите „Ласката на мрака“ (Аргус, 2004), „Знойни хоризонти“ (Аргус, 2006), „До ада и назад“ (Екопрогрес, 2011), „Вдъхновени от Краля“ (Gaiana, 2014), „451 градуса по Бредбъри“ (Gaiana, 2015), „Писъци“ (Gaiana, 2016), „По крилете на гарвана“ (Gaiana, 2016), „Вой“ (Gaiana, 2017) и „Гости на Дракула“ (Gaiana, 2021)
- в сборниците „Две луни“ (Изток-Запад, 2016) и „Рецепта за кошмари“ (Изток-Запад, 2018)
- в „Станете! ООД: Не си играй с храната“ (Сдружение „Сборище на трубадури“, 2023)

Дебютният му сборник „Рецепта за кошмари“ включва 24 разказа в жанровете сплетърпънк, хорър, трилър, фантастика и фентъзи, писани през периода 1995 – 2017 г. 16 от тях са били публикувани в различни вестници, списания и антологии, а останалите 8 излизат за пръв път на хартия.
Иван Атанасов е съставител и на множество сборници и антологии с произведения на прочути писатели:
- „Измамата като точна наука: Непревеждани разкази“ от Едгар Алан По; „Колибри“, 2017 (неотбелязано съставителство)
- „Други богове: Неиздавани разкази и новели“ от Х. Ф. Лъвкрафт; „Изток-Запад“, 2019
- „Ужас под пирамидите: Неиздавани разкази на Лъвкрафт и други майстори на ужаса“; „Изток-Запад“, 2019
- „Неприятностите са моят занаят: Избрани новели“ от Реймънд Чандлър; „Изток-Запад“, 2019
- „Сянка отвъд времето: Разкази и новели“ от Х. Ф. Лъвкрафт; „Изток-Запад“, 2020
- „Свръхестественият ужас в литературата: Избрани есета, писма и поезия“ от Х. Ф. Лъвкрафт; „Изток-Запад“, 2020
- „НОМЕР 13 и други призрачни истории“ от М. Р. Джеймс; „Изток-Запад“, 2020
- „Тъмната страна на Мопасан: Най-страшните разкази на френския класик“; „Изток-Запад“, 2020
- „Дневникът на Джулиъс Родман“ и други неиздавани творби“ от Едгар Алан По; „Изток-Запад“, 2021
- „Дневникът на госпожица Джоун Мартин“ и други неиздавани разкази“ от Вирджиния Улф; „Изток-Запад“, 2021
- „Страшни разкази на прочути окултисти“; „Изток-Запад“, 2021
- „Най-добрите криминални разкази на прочути писатели“; „Изток-Запад“, 2021
- „Избрани разкази“ от Кларк Аштън Смит; „Изток-Запад“, 2021
- „Невидимият гигант“ от Брам Стокър; „Изток-Запад“, 2021
- „Белият вирак“ от Стефан Грабински; „Изток-Запад“, 2022
- „Най-добрите хумористични разкази на прочути писатели“; „Изток-Запад“, 2022
- „Паразитът и други призрачни истории“ от Артър Конан Дойл; „Изток-Запад“, 2022
- „Незабравими тъжни разкази на известни писатели“; „Изток-Запад“, 2023
- „Ботанически кошмари“; „Изток-Запад“, 2023
- „Маракотовата бездна и други фантастични истории“ от Артър Конан Дойл; „Изток-Запад“, 2024
- „Истории с животни. Разкази и басни“ от Марк Твен; „Изток-Запад“, 2024
- „Крадецът на трупове и други страшни разкази“ от Робърт Луис Стивънсън; „Изток-Запад“, 2024